# Jaroslav Jiljí Jahn
Jaroslav Jiljí Václav Jahn (21. května 1865 Pardubice – 21. října 1934 Praha) byl český paleontolog, mineralog a geolog.

## Životopis
Narodil se v Pardubicích jako syn Jiljího Vratislava Jahna a jeho manželky Boženy, rozené Svobodové. Vychodil reálku v Chrudimi, poté vystudoval přírodní vědy na pražské univerzitě, roku 1890 se stal doktorát z filozofie (tehdy přírodní vědy vyučovány na filozofické fakultě). V letech 1891 až 1893 pobýval na univerzitě ve Vídni, kde studoval přírodní vědy u Eduarda Suesse, Wilhelma Heinricha Waagena, Albrechta Pencka, Eduarda Reyera, Theodora Fuchse, Friedricha Martina Berwertha a Franze Waehnera. V letech 1892–1893 byl asistentem v Paleontologickém ústavu. V letech 1899 až 1902 působil jako mimořádný profesor brněnské české techniky, od roku 1902 pak jako řádný profesor. V roce 1902 byl zvolen rektorem brněnské techniky, ale před nástupem do funkce rezignoval. V letech 1909–1910 byl této škole děkanem odboru stavebního inženýrství, v letech 1915–1916 děkanem odboru chemického inženýrství a v letech 1917–1918 děkanem odboru kulturního inženýrství.
Od roku 1930 žil v Praze. Zemřel roku 1934 v Praze a byl pohřben na Vinohradském hřbitově.